# Lambert Zutman
Lambert Zutman dit « Suavius », né à Liège en 1510 et mort à Francfort en 1567, est un architecte, peintre, graveur, imprimeur et poète.

## Biographie
Issu d'une famille originaire de Maastricht, Lambert Suavius est l'élève de Lambert Lombard, son beau-frère.
Après une formation à Rome, il travaille successivement à Liège, Anvers et Francfort.